# Калита, Валентина Сергеевна
Валентина Сергеевна Калита (род. 15 октября 1955, Тыгдинский район, Амурская область) — российский государственный и политический деятель. Была мэром города Благовещенска с 2015 по 2020 годы

## Образование
В 1977 году окончила Благовещенский государственный педагогический институт по специальности «Русский язык и литература». Присвоена квалификация «Учитель русского языка и литературы», является кандидатом педагогических наук.

## Карьера
С 1972 года по 1973 год работала статистиком Благовещенского гороно. В 1977—1979 была учителем русского языка Ерковецкой средней школы Ивановского района, с 1979 — учителем русского языка и литературы средней школы № 1 города Благовещенска.
С 1980 года до 1984-го работала методистом, а затем директором Чигиринской районной очно-заочной школы. С 1984 по 1994 занимала должность заведующей методическим кабинетом отдела народного образования Благовещенского района. В 1994—2004 годах находилась на должности старшего преподавателя, затем проректора по научно-методической работе Амурского областного института повышения квалификации и переподготовки педагогических кадров.
В 2004 году назначена на должность первого заместителя мэра города Благовещенска, с января по февраль 2007 года — исполняющей обязанности первого заместителя губернатора области.
С февраля по декабрь 2007 работала в должности первого заместителя губернатора области. В 2007—2008 годах являлась заместителем председателя Правительства области, в 2009—2010 годах — первым заместителем мэра города Благовещенска.
С 2010 года занимала должность генерального директора, затем заместителя генерального директора ООО «Строй Инвест-Амур», с 2012 по 2014 годы — должность помощника генерального директора по связям с общественностью ЗАО «Пассажирский порт „Амурассо“».
С апреля 2014 г. — заместитель мэра города Благовещенск по социальным вопросам.
С 25 марта 2015 года исполняющая обязанности мэра города Благовещенска.
23 июля 2015 года на заседании Благовещенской городской думы была избрана мэром города Благовещенска. За неё проголосовали 22 депутата из 24 присутствовавших на заседании. Вступила в должность мэра 25 июля 2015 года.

## Награды
- Почётный знак «За заслуги перед Амурской областью»[5].
- Благодарность Министра культуры и массовых коммуникаций Российской Федерации (16 декабря 2005 года) — за  большой вклад в пропаганду отечественного театрального и киноискусства[6].